# Revelations of Oblivion
Revelations of Oblivion è il terzo album del gruppo death metal statunitense Possessed, pubblicato il 10 maggio 2019 dalla Nuclear Blast.

## Tracce
1. Chant of Oblivion – 1:56
2. No More Room in Hell – 4:32
3. Dominion – 4:25
4. Damned – 5:00
5. Demon – 5:16
6. Abandoned – 5:20
7. Shadowcult – 4:43
8. Omen – 6:41
9. Ritual – 4:47
10. The Word – 5:19
11. Graven – 4:19
12. Temple of Samael – 1:49

## Formazione
- Jeff Becerra - voce
- Daniel Gonzalez  - chitarra
- Claudeous Creamer - chitarra
- Emilio Marquez - batteria
- Robert Cardenas - basso